# Simple (pjesma)
"Simple" je pjesma američke pjevačice Katy Perry. Pjesma je snimljena 2004. za njen istoimeni album Katy Perry, koji nikada nije objavljen. Pjesma se kasnije našla na soundtracku filma Čarobne hlače. Snimljen je i spot za pjesmu u kojem je Perry prikazana u raznim scenama u Tokyu u Japanu. Redatelj spota nije poznat. Pjesmu su napisali Katy Perry i Matt Thiessen, dok je producent pjesme Glen Ballard.